# Christian Bautista
Christian Bautista (ur. 19 października 1981 w Manili) – filipiński piosenkarz, prezenter telewizyjny, aktor filmowy i telewizyjny.

## Dyskografia
Albumy
- 2004: Christian Bautista
- 2005: Completely
- 2006: Just A Love Song ... Christian Bautista Live!
- 2006: Christian Bautista
- 2008: Captured
- 2008: Face-Off (wraz z Erikiem Santosem)
- 2009: Romance Revisited: The Love Songs Of Jose Mari Chan
- 2010: A Wonderful Christmas
- 2011: Outbound
- 2012: X Plus
- 2012: First Class
- 2014: Soundtrack
- 2017: Kapit

Źródło: